# Яцевич Юрій Михайлович
Ю́рій Миха́йлович Яце́вич (1901 — 1968) — композитор родом з Полтави.
1934 закінчив Московську консерваторію, працював у Москві.
Твори: 6 симфоній, 2 концерти для скрипки з оркестром, струнний квінтет, 2 струнні квартети, фортепіанове тріо, сонати і сюїта для скрипки з фортепіано, фортепіанові сонати, солоспіви.